# 余程萬
余程萬（1902年—1955年8月27日），號堅石，廣東台山白沙鎮漲村寧興村人，早年畢業於番禺師範學校、廣東鐵路專門學校，中华民国国军将领。

## 早年
余程萬是廣東台山人，黃埔軍校第一期畢業，曾跟李延年做參謀長。陸軍大學特别班、北平中国大学政治系、陸軍大學研究院。

## 抗日戰爭
抗日戰爭時，時任王耀武國民革命軍七十四軍第五十七師師長，余程萬守湖南常德。1943年，余程萬率部8,315人，面對日軍數萬人猛攻，是為常德會戰，余程萬部下仅剩83人，而日軍僅參與攻堅第57師堅守之常德市區的第116師團便於此役從戰役初期的兵力21,884名減至14,337名，考慮經治療後返回崗位與住院療傷的傷兵也被統計在員額內，減員的7,547人絕大多數應為陣亡，足見余程萬之勇猛善戰，他原本打算自殺，後率部突围。战后，蒋介石闻知「常德失守，余程万逃脱」，下令将其送交军法审判，要将他槍決。但在孙连仲、王耀武出面求情之下判刑兩年，被囚四個月之後就釋放，旋命為國軍第七十四軍中將副軍長。

## 第二次國共內戰
後調升第二十六軍軍長。1949年12月，與李彌將軍被投共的雲南省主席盧漢逮捕。余程萬被盧漢扣留時附和投共，並向第二十六軍廣播，勸官兵不可妄動，聽候命令；但副軍長彭佐熙斷定余程萬被迫而為，遂接受中華民國政府命令就任第二十六軍軍長，第九十三師師長葉植楠為副軍長，並由憲兵第十團電台向第八軍之曹天戈、孫進賢通訊，達成協議，進攻昆明。12月20日上午盧漢決定將余程萬釋出，至下午才在火線中將余程萬送出；余程萬回到軍部後便令立即停火，撤回部隊，不料當時已有一個團攻入昆明，而且副官處處長許金濤反對，建議即攻克昆明，固守待援。余程萬即啟用解放軍第11軍關防，並宣佈隨軍高級人員，如不願意，即每人發給五塊袁大頭，准予各自逃命，次日移防蒙自。12月21日，派余程萬為雲南綏靖公署主任。後來軍心背離，余程萬經高級人員獻議，便重新與台北通電，擁護政府。
1950年1月1日，余程萬正式就任雲南綏遠公署主任，但軍心已失，第一九三師師長石補天尤其不滿余程萬；第二十六軍部分空運台灣後，已無戰鬥力。彭佐熙領5,000多人向紅河突圍入越南，與湖南省政府主席黃27,000多人，都繳械困在萊州，後移駐金蘭灣，遣回台灣；另一股則由副軍長葉植楠、第四九八團長田樂天和前第二三七師政工室少校主任李國輝，領2,000多人。內戰結束後，避居香港。

## 晚年
避居香港後，余程萬解甲歸田，居住香港新界元朗屏山唐人新村，但其部下抵港時長途跋涉已苦不堪言，見余富有而向其請求借貸但遭拒絕。1955年8月27日，其三名舊部赴其寓所入室搶劫，警員到達後與劫匪槍戰，余程萬在槍戰中被警方流彈誤擊打死，得年53歲。

## 家族

### 妻妾子女
- 鄺瓊華(元配)，育有二子二女。
- 吳冰(二夫人)，育有一子二女。

- 余莎莉（Shirley Yu ），本名余佩芳，邵氏演員

### 兄弟
其他兄弟姊妹也有幾位同住元朗屏山唐人新村，跟余程萬一起上戰場的其中一位弟弟名叫余兆炳也跟著哥哥住到屏山唐人新村。上戰場時弟弟派到廚房負責烹調軍隊夥食，所以練習出一手好廚藝。 余兆炳去世於2016年年頭終年99歲。育有11名兒女有三名兒女很小就已過世，八名兒女長大成人，最大的兒子於都2017年去世，享壽七十多歲。余兆炳跟他的哥哥余程萬性格一樣好爽率直勇往直前不拘小節。

## 後人改編小說與電影

### 小說
為了紀念常德血戰。1945年日本投降後，余程萬邀請名作家張恨水寫了一部小說《虎賁萬歲》。

### 電影
2010年8月19日，中國大陸上映了一部名為《喋血孤城》的電影，由呂良偉飾演余程萬將軍。

## 外部連結
- 虎賁將軍余程萬（页面存档备份，存于）
- 常德保卫战及余程万的悲壮人生_新闻中心_中国江门网